# Trophée Jean Béliveau
Die Trophée Jean Béliveau (engl. Jean Béliveau Trophy) ist eine Eishockey-Trophäe in der Québec Major Junior Hockey League. Sie wird seit 1970 jährlich an den Topscorer der Liga vergeben. Der Trophäengewinner hat seit 1994 auch die Chance den CHL Top Scorer Award zu gewinnen.
Die Trophäe wurde nach Jean Béliveau benannt, der als Spieler in der NHL für die Montréal Canadiens spielte und Mitglied der Hockey Hall of Fame ist.

## Gewinner
Erläuterungen: Farblich unterlegte Spieler haben im selben Jahr den CHL Top Scorer Award gewonnen.
| Jahr    | Spieler                     | Team                                                | Punkte |
| ------- | --------------------------- | --------------------------------------------------- | ------ |
| 2024/25 | Jonathan Fauchon            | Blainville-Boisbriand Armada Océanic de Rimouski    | 103    |
| 2023/24 | Antonin Verreault           | Rouyn-Noranda Huskies                               | 107    |
| 2022/23 | Jordan Dumais               | Halifax Mooseheads                                  | 140    |
| 2021/22 | Joshua Roy                  | Sherbrooke Phoenix                                  | 119    |
| 2020/21 | Cédric Desruisseaux         | Charlottetown Islanders                             | 78     |
| 2019/20 | Alexis Lafrenière           | Océanic de Rimouski                                 | 112    |
| 2018/19 | Peter Abbandonato           | Rouyn-Noranda Huskies                               | 111    |
| 2017/18 | Alex Barré-Boulet           | Blainville-Boisbriand Armada                        | 116    |
| 2016/17 | Witali Abramow              | Gatineau Olympiques                                 | 104    |
| 2015/16 | Conor Garland               | Moncton Wildcats                                    | 128    |
| 2014/15 | Conor Garland               | Moncton Wildcats                                    | 129    |
| 2013/14 | Anthony Mantha              | Foreurs de Val-d’Or                                 | 120    |
| 2012/13 | Ben Duffy                   | P.E.I. Rocket                                       | 110    |
| 2011/12 | Yanni Gourde                | Victoriaville Tigres                                | 124    |
| 2010/11 | Philip-Michaël Devos        | Victoriaville Tigres Gatineau Olympiques            | 114    |
| 2009/10 | Sean Couturier              | Voltigeurs de Drummondville                         | 96     |
| 2008/09 | Yannick Riendeau            | Voltigeurs de Drummondville                         | 126    |
| 2007/08 | Mathieu Perreault           | Acadie-Bathurst Titan                               | 114    |
| 2006/07 | François Bouchard           | Drakkar de Baie-Comeau                              | 125    |
| 2005/06 | Alexander Radulow           | Remparts de Québec                                  | 152    |
| 2004/05 | Sidney Crosby               | Océanic de Rimouski                                 | 168    |
| 2003/04 | Sidney Crosby               | Océanic de Rimouski                                 | 135    |
| 2002/03 | Joël Perrault               | Drakkar de Baie-Comeau                              | 116    |
| 2001/02 | Pierre-Marc Bouchard        | Saguenéens de Chicoutimi                            | 140    |
| 2000/01 | Simon Gamache               | Foreurs de Val-d’Or                                 | 184    |
| 1999/00 | Brad Richards               | Océanic de Rimouski                                 | 186    |
| 1998/99 | Mike Ribeiro                | Rouyn-Noranda Huskies                               | 167    |
| 1997/98 | Ramzi Abid                  | Saguenéens de Chicoutimi                            | 135    |
| 1996/97 | Pavel Rosa                  | Olympiques de Hull                                  | 152    |
| 1995/96 | Daniel Brière               | Voltigeurs de Drummondville                         | 163    |
| 1994/95 | Patrick Carrigan            | Cataractes de Shawinigan                            | 137    |
| 1993/94 | Yanick Dubé                 | Titan Collège Français de Laval                     | 141    |
| 1992/93 | René Corbet                 | Voltigeurs de Drummondville                         | 148    |
| 1991/92 | Patrick Poulin              | Laser de Saint-Hyacinthe                            | 138    |
| 1990/91 | Yanic Perreault             | Draveurs de Trois-Rivières                          | 185    |
| 1989/90 | Patrick Lebeau              | Tigres de Victoriaville                             | 174    |
| 1988/89 | Stéphane Morin              | Saguenéens de Chicoutimi                            | 186    |
| 1987/88 | Patrice Lefebvre            | Cataractes de Shawinigan                            | 200    |
| 1986/87 | Marc Fortier                | Saguenéens de Chicoutimi                            | 201    |
| 1985/86 | Guy Rouleau                 | Olympiques de Hull                                  | 191    |
| 1984/85 | Guy Rouleau                 | Chevaliers de Longueuil                             | 163    |
| 1983/84 | Mario Lemieux               | Voisins de Laval                                    | 282    |
| 1982/83 | Pat LaFontaine              | Junior de Verdun                                    | 234    |
| 1981/82 | Claude Verret               | Draveurs de Trois-Rivières                          | 162    |
| 1980/81 | Dale Hawerchuk              | Cornwall Royals                                     | 183    |
| 1979/80 | Jean-François Sauvé         | Draveurs de Trois-Rivières                          | 187    |
| 1978/79 | Jean-François Sauvé         | Draveurs de Trois-Rivières                          | 176    |
| 1977/78 | Ron Carter                  | Castors de Sherbrooke                               | 174    |
| 1976/77 | Jean Savard                 | Remparts de Québec                                  | 180    |
| 1975/76 | Sylvain Locas Richard Dalpé | Saguenéens de Chicoutimi Draveurs de Trois-Rivières | 160    |
| 1974/75 | Mario Viens                 | Éperviers de Sorel                                  | 158    |
| 1973/74 | Pierre Larouche             | Cornwall Royals                                     | 251    |
| 1972/73 | André Savard                | Remparts de Québec                                  | 151    |
| 1971/72 | Jacques Richard             | Remparts de Québec                                  | 160    |
| 1970/71 | Guy Lafleur                 | Remparts de Québec                                  | 209    |
| 1969/70 | Luc Simard                  | Ducs de Trois-Rivières                              | 174    |